# Órbita Molnia

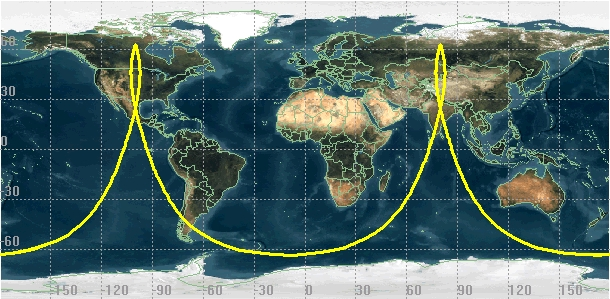
Um mapa de rota no solo de uma órbita Molnia.

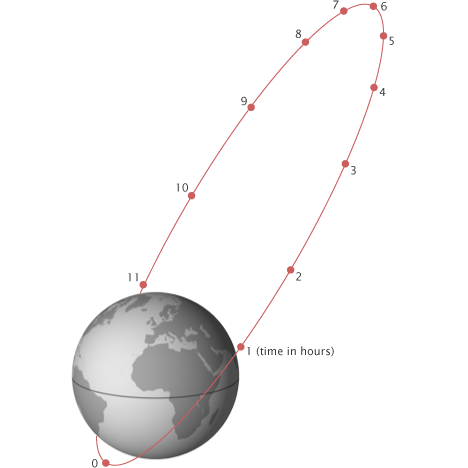
Ilustração de uma órbita Molnia

Uma órbita Molnia, é um tipo de órbita elíptica alta, com uma inclinação de 63,4 graus, um argumento de perigeu de -90 graus e um período orbital de metade de um dia sideral.
As órbitas Molnia, receberam esse nome devido aos satélites de comunicação Molnia, em russo Молния que significa "Relâmpago", lançados pela União Soviética, depois Rússia, que usam esse tipo de órbita desde meados da década de 60.
Satélites na órbita Molnya são usado primariamente para prover cobertura de comunicação e monitoramento em latitudes altas, onde satélites geoestacionários aparecem em uma elevação baixa.